# 美元點 (加利福尼亞州)
美元點（英語：Dollar Point）是位於美國加利福尼亞州普萊瑟縣的一個人口普查指定地區。

## 地理
美元點的座標為39°11′19″N 120°06′32″W / 39.18861°N 120.10889°W，而該地最高點為海拔高度1976米（即6483英尺）。

## 人口
根據2010年美國人口普查的數據，美元點的面積為4.232平方千米，均為陸地。當地共有人口1215人，而人口密度為每平方千米287人。